# Иоганн II (граф Ольденбурга)

Графство Ольденбург в конце 13 в.

Иоганн II (нем. Johann II. von Oldenburg; ум. 1315) — граф Ольденбурга с 1285 года. Сын Христиана III и Гедвиги фон Ольденбург-Вильдесхаузен.

## Биография
Впервые упомянут в хартии от 11 ноября 1272 года. После смерти отца и до 1289 года находился под опекой дяди — графа Оттона II фон Ольденбург-Дельменхорст. Начиная с 1303 г. на документах и печатях упоминается вместе с братом Христианом (Христиан V) (ум. после 7 сентября 1314), но о нём в Растедеской хронике сведений нет.
Согласно документам Растедеского монастыря, Иоганн II довёл население своего графства до нищеты, открыто жил с любовницей и вел себя как крестьянин.

## Семья
Иоганн II первым браком был женат на Елизавете Брауншвейг-Люнебургской (ум. 1294/98), дочери герцога Иоганна I. Сыновья:
- Христиан IV (ум. после 29 мая 1323)
- Иоганн III

Вторым браком Иоганн II был женат на Хедвиге фон Дипхольц, дочери Конрада фон Дипхольца (брачный контракт от 15.09.1298). Дети:
- Конрад I (ум. 8 июля 1350), граф Ольденбурга
- Мориц, администратор епископства Бремен 1351/1360
- Гизела (ум. 1343), жена Герхарда III, графа Хойя.